# Трат
Трат — город в Таиланде, административный центр провинции Трат.
Население — 20 068 человек (2000).
Город расположен в устье реки Трат на берегу Сиамского залива, столичный ампхе Мыанг-Трат граничит с Камбоджей в горах Кравань.
С Бангкоком Трат соединён шоссе Сукхумвит, проходящее через провинции Чантхабури, Районг и Чонбури. Около города находится аэропорт. Также Трат является отправной точкой для туристов, отправляющихся на острова Чанг, Мак и Кут. В самом городе также есть пляжи.
В городе есть одноименный футбольный клуб (англ.), выступающий в Первой лиге тайского чемпионата (англ.).